# اردلان شجاع‌کاوه
اردلان شجاع کاوه (زادهٔ ۱۳۴۱) بازیگر تئاتر، سینما و تلویزیون اهل ایران است. او لیسانس بازیگری‌اش را از دانشکده هنرهای زیبای دانشگاه تهران و فوق لیسانس بازیگری را از دانشگاه تربیت مدرس دریافت کرده‌است.

## فیلم‌شناسی

### سینمایی
- پرونده‌ای برای سارا (۱۳۹۳)
- کار کاذب (۱۳۸۹ در عنوان بندی نیامده)
- به هدف شلیک کن (۱۳۸۷)
- پاپیتال (۱۳۸۵)
- جوجه اردک من (۱۳۸۱)
- آقای رئیس‌جمهور (۱۳۷۹)
- دایره سرخ (۱۳۷۴)
- پاییز بلند (۱۳۷۲)
- بر بال فرشتگان (۱۳۷۱)
- دادستان (۱۳۷۰)
- عملیات کرکوک (۱۳۷۰)
- پنجاه و سه نفر (۱۳۶۸)
- هراس (۱۳۶۶)
- گذرگاه (۱۳۶۵)
- بایکوت (۱۳۶۴)

### مجموعه‌های تلویزیونی
| سال        | نام سریال       | کارگردان         | شبکه پخش کننده / مناسبت پخش   |
| ---------- | --------------- | ---------------- | ----------------------------- |
| ۱۳۶۷–۱۳۶۹  | هشت بهشت        | اکبر خواجویی     | شبکه ۲                        |
| ۱۳۷۲       | پاییز بلند      | منوچهر عسگری نسب | شبکه ۱                        |
| ۱۳۷۴       | شمارش معکوس     | محرم زینال زاده  | شبکه ۲                        |
| ۱۳۷۵       | شب و مه         | احمد بخشی        | شبکه ۲                        |
| ۱۳۷۶       | مردان آنجلس     | فرج‌الله سلحشور   | شبکه ۱                        |
| ۱۳۷۸       | ایستگاه         | منوچهر عسگری نسب | شبکه ۲                        |
| ۱۳۷۹       | برگبار          | اکبر خواجویی     | شبکه ۳                        |
| ۱۳۷۹       | همسفر           | قاسم جعفری       | شبکه ۳                        |
| ۱۳۸۰       | دیوار شیشه ای   | مهدی صباغ‌زاده    | شبکه ۲                        |
| ۱۳۸۱       | نوعروس          | بیژن میرباقری    | شبکه ۲ / پخش در ماه رمضان     |
| ۱۳۸۱       | حامی            | بهمن زرین‌پور     | شبکه تهران                    |
| ۱۳۸۳       | هنگامه          | مجید جوانمرد     | شبکه ۱                        |
| ۱۳۸۴       | روح مهربان      | امیر قویدل       | شبکه ۱                        |
| ۱۳۸۴       | نقش جهان        | فریدون خسروی     |                               |
| ۱۳۸۴       | کلانتر ۲        | محسن شاه محمدی   | شبکه ۱ / بازی در اپیزود سهراب |
| ۱۳۸۵       | صاحبدلان        | محمدحسین لطیفی   | شبکه ۱ / پخش در ماه رمضان     |
| ۱۳۸۶       | چارخونه         | سروش صحت         | شبکه ۳                        |
| ۱۳۸۷       | یوسف پیامبر     | فرج‌الله سلحشور   | شبکه ۱                        |
| ۱۳۸۹       | عمارت پدری      | اکبر منصور فلاح  | شبکه تهران                    |
| ۱۳۸۹       | قفسی برای پرواز | یوسف سید مهدوی   | شبکه ۱                        |
| ۱۳۹۶       | راه و بیراه     | داوود بیدل       | شبکه ۱                        |
| ۱۳۹۹       | شرم             | احمد کاوری       | شبکه ۳                        |
| ۱۴۰۰       | زندگی زیباست    | قاسم جعفری       | شبکه ۲                        |
| ۱۴۰۰       | پلاک ۱۳         | آرش معیریان      | شبکه ۳                        |
| درحال ساخت | سلمان فارسی     | داوود میرباقری   | شبکه ۱                        |

### تئاتر
- آواز پر جبرئیل، تالار اندیشه، کارگردان:محسن معینی، ۱۳۹۴[۴]

### رادیویی
- کوی نشاط